# Заозерье (Шекснинский район)
Заозерье — деревня в Шекснинском районе Вологодской области.
Входит в состав сельского поселения Ершовского, с точки зрения административно-территориального деления — в Ершовский сельсовет.
Расстояние по автодороге до районного центра Шексны — 30 км, до центра муниципального образования Ершово — 5 км. Ближайшие населённые пункты — Пустошка, Никольское, Игнатовское, Кульпино.
По переписи 2002 года население — 19 человек.